# کوساکووو (استان پومرانی)
کوساکووو (به لهستانی:  Kosakowo) یک روستا در لهستان است که در گمینا کوساکووو واقع شده‌است.
 کوساکووو  ۷۵۰ نفر جمعیت دارد.